# 上海市市北中学
上海市市北中学，位于上海市静安区永兴路365号。创建之初称上海市市北公学，中共建政后改名为市北中学，完全制中学。是首批上海市實驗性、示範性高中，辦學質量在原閘北區內排名第一。排球为该校的传统体育项目，上海市队半数队员来自该校。

## 校训
登上巨人的肩膀

## 历史
- 创建于1915年，第一任校长唐乃康。
- 1954年被认定为上海市市重点中学。

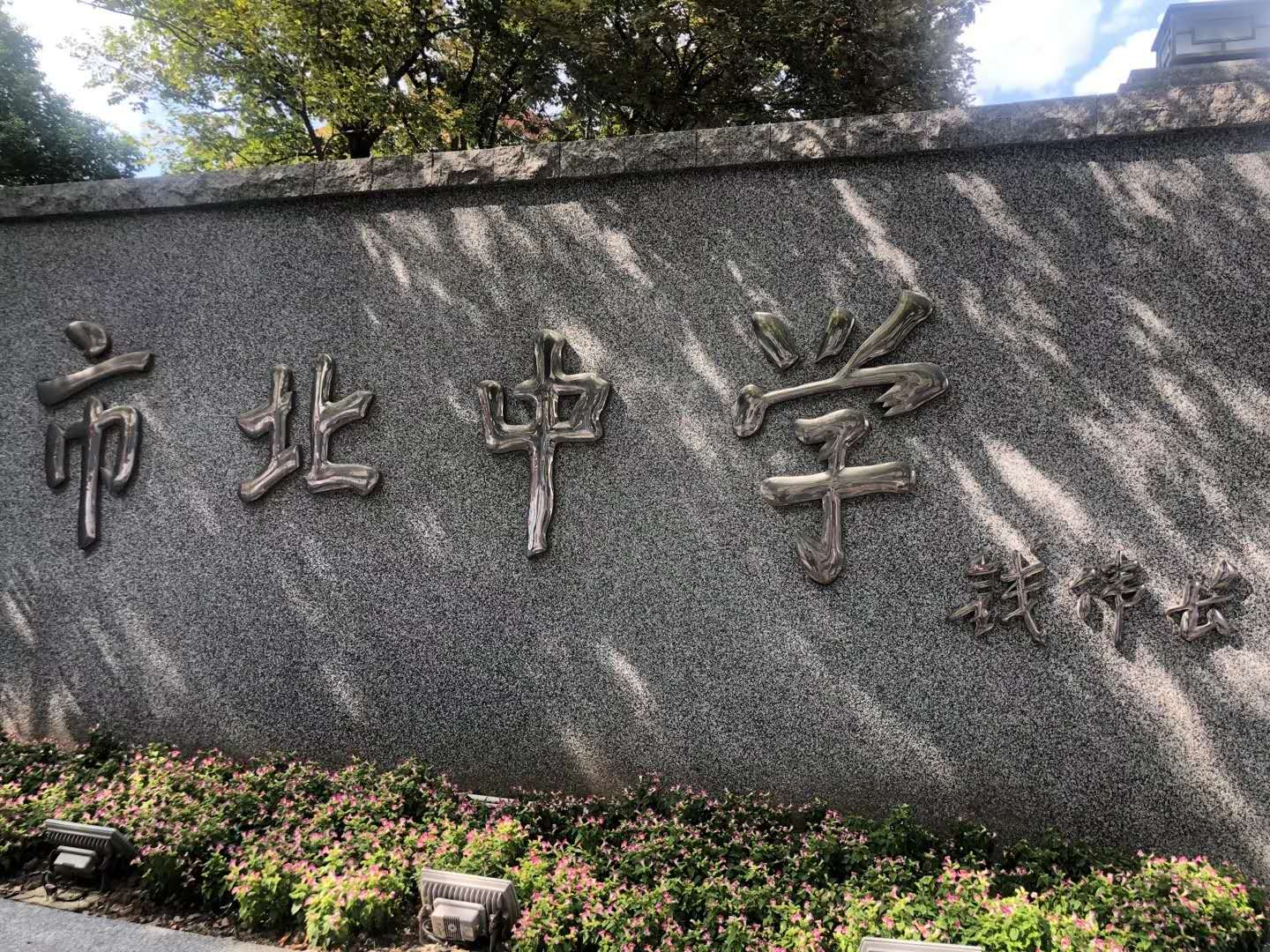

- 1990年代末，合并闸北中学，以闸北中学校区为初中部，原永兴路为高中。
- 2005成为上海市首批实验性高中。

## 链接
市北中学官网：http://www.shibei.edu.sh.cn（页面存档备份，存于）

市北学生的音乐网：https://web.archive.org/web/20090505222023/http://sbzx.wordpress.com.cn/